# Rhos-on-Sea
Rhos-on-Sea è un centro abitato del Galles, situato nel distretto di contea di Conwy.